# Argynnis paphioides
Argynnis paphioides är en fjärilsart som beskrevs av Butler 1881. Argynnis paphioides ingår i släktet Argynnis och familjen praktfjärilar. Inga underarter finns listade i Catalogue of Life.